# Condado de Wilcox (Alabama)
El condado de Wilcox es un condado de Alabama, Estados Unidos. Tiene una superficie de 2351 km² y una población de 13 183 habitantes (según el censo de 2000). La sede de condado es Camden.

## Historia
El Condado de Wilcox se fundó el 13 de diciembre de 1819.

## Geografía
Según la Oficina del Censo de los Estados Unidos el condado tiene un área total de 2351 km², de los cuales 2302 km² son de tierra y 49 km² de agua (2,08%).

### Principales autopistas
- State Route 5
- State Route 10
- State Route 21
- State Route 28
- State Route 41
- State Route 89

### Condados adyacentes
- Condado de Dallas (noreste)
- Condado de Lowndes (este-noreste)
- Condado de Butler (este-suroeste)
- Condado de Monroe (sur)
- Condado de Clarke (suroeste)
- Condado de Marengo (noroeste)

### Ciudades y pueblos
- Camden
- Oak Hill
- Pine Apple
- Pine Hill
- Yellow Bluff

## Demografía
| Población histórica Año Población ±% 1900 35 631 — 1910 33 810 −5.1 % 1920 31 080 −8.1 % 1930 24 880 −19.9 % 1940 26 279 +5.6 % 1950 23 476 −10.7 % 1960 18 739 −20.2 % 1970 16 303 −13.0 % 1980 14 755 −9.5 % 1990 13 568 −8.0 % 2000 13 183 −2.8 % |           |         |
| Población histórica |           |         |
| Año | Población | ±%      |
| 1900 | 35 631    | —       |
| 1910 | 33 810    | −5.1 %  |
| 1920 | 31 080    | −8.1 %  |
| 1930 | 24 880    | −19.9 % |
| 1940 | 26 279    | +5.6 %  |
| 1950 | 23 476    | −10.7 % |
| 1960 | 18 739    | −20.2 % |
| 1970 | 16 303    | −13.0 % |
| 1980 | 14 755    | −9.5 %  |
| 1990 | 13 568    | −8.0 %  |
| 2000 | 13 183    | −2.8 %  |